# 対魔忍ムラサキ 〜くノ一傀儡奴隷に堕つ〜
『対魔忍ムラサキ 〜くノ一傀儡奴隷に堕つ〜』（たいまにんムラサキ くのいちくぐつどれいにおつ、TAIMANIN MURASAKI KUNOICHI KUGUTSU-DOREI NI OTSU）は、 BLACK LiLiTHから発売されたアダルトゲームであり、対魔忍シリーズの通算6作目である。1作目である『対魔忍アサギ』（以下：『アサギ』）からナンバリング2作目『対魔忍アサギ2』（以下：『アサギ2』）までの1年の間が舞台。
本作は、魔界の医療技術を持つ外科医・桐生佐馬斗の視点から、さくらの相棒・八津紫を描いた内容となっている。また、本編をクリアした後はサイドストーリーが解放される仕組みとなっている。
『PREMIUM BOX』には、一部内容を変更したうえで収録されている。

## あらすじ
主人公・桐生佐馬斗は、人間の身でありながら魔界の医療技術を習得し、「魔科医」の異名を持つ外科医としてノマドの闘技場カオス・アリーナで腕を振るっていた。ある日、彼はアリーナの掃討作戦に参加した対魔忍・八津紫によって首をはねられるが、妖魔と融合し半人半妖の生命体になることで生き延びる。だが、この方法はやがて妖魔に精神ごと乗っ取られることから、彼は紫の不死ともいえる肉体に「寄生」（共生）するという延命策を思いつく。そのために紫をおびき寄せ、強力な媚薬に改造していた血液を浴びせることで弱体化させる。紫の同級生である井河さくらは、紫を救出するためどこからか入手した地雷と影遁の術を合わせた新技「忍法影地雷」で桐生を襲うが、多国籍犯罪組織ノマドの首魁を務める吸血鬼エドウィン・ブラックとその側近・イングリッドの突然の介入によって失敗し、紫とともに囚われの身となる。桐生はさくらの四肢と首に爆弾リングを付けて人質とし、紫を凌辱しつつ、今後の新たな身体となる肉腫を外科手術で紫の心臓に移植する。
一方、桐生のことを全く信用していなかったイングリッドは、関係者からブラックの細胞を密かに流出させていたことなどを聞き出す。そして、イングリッドはカオス・アリーナで桐生を追い詰めるが、桐生は紫との共存融合を果たし、紫の斧と触手との合体技で退けつつアリーナ崩壊の混乱に乗じて逃亡に成功する。その後はかねてより用意していた隠れ家に潜み、融合のために必要だったとはいえ爆破してしまったさくらの四肢を治療し、ほとぼりが冷めるころを見計らって東京キングダムから脱出した。

## 登場人物
声は原作/OVA『魔界騎士イングリッド』の順
桐生 佐馬斗（きりゅう さばと）
声 - なし/宇治京人
本作の主人公。「魔科医」の異名を持つ天才外科医。
かつては普通の人間だったが、魔界医術に魅せられてからはノマドに与し、アサギとさくらの肉体改造を担当した。その一方で、敵対組織である龍門とも関係を持ち、『アサギ2』に登場する人工魔族・沙耶の開発にも深く関与していた。
カオスアリーナの掃討作戦に参加した紫によって首をはねられた後、妖魔と融合して生き永らえていたが、その妖魔に乗っ取られるリスクが判明したことから、紫の肉体に狙いを定め、やがて彼女に対して屈折した愛情にも似た執着を抱くようになった。
非常に自己中心的かつ独善的で下品な性格で、関心が無い人物の名前は助手であろうと覚えられなかったり、完全に見下している者には大声で笑って小バカにしている。また、眠くなるという理由から研究時間を惜しんで風呂も入りたがらないため、不潔が常態化している。童貞。
八津 紫（やつ むらさき）
声 - 水瀬沙季/青山華
本作のヒロイン。アサギが頭領を務める一派の下忍の出で、政府によって設立された対魔忍養成学校・五車学園の2年生のクラスに在籍している。
身の丈ほどもある両刃斧を得物とし、脳と心臓を同時に傷めない限り死ぬことはない異能系忍法「不死覚醒」（不死覚醒“阿修羅”とも）の使い手である。戦闘能力は高く、ポストアサギとして次代の対魔忍隊長と目されている。
処女。同じく対魔忍の九郎を兄に持つ。初出は本作だが、設定上では1作目直後に実行された対魔忍部隊によるカオス・アリーナ掃討作戦に参加しており、この時に桐生を斬首に処した。井河さくらからは「ムッ（むっ）ちゃん」と呼ばれ、氏名をもじった「チームさくむら」なるコンビ名も付けられているが、紫自身はこのコンビ名を好んでいない。
同性愛者で、アサギを恋慕しており、彼女の前だとしどろもどろになるほか、おかしな行動に出ることもある。
井河 アサギ（いがわ アサギ）
声 - 中瀬ひな（現なかせひな）
五車学園の教諭（教官）で、対魔忍たちの隊長でもある。メインシリーズの主人公だが、本作ではHシーンはあるもののサブキャラクター。
井河 さくら（いがわ さくら）
声-逢川奈々/不明
アサギの妹。物語の半年前に五車学園の2年生のクラスへ転入しており、紫とは同級生である。
シリーズ第1作『アサギ』では忍刀を使っていたが、本作においては影遁の術との相性を考えた結果から、得物を小太刀の二刀流に変更した。
イングリッド (Ingrid)
声 - 榊木春乃/三和さとみ
エドウィン・ブラックの護衛兼秘書を務める側近で、「魔界騎士」の異名を持つ。 ブラックの勢力に属する魔界の貴族階級（人間の世界で「悪魔」として書物に載っているもの）の出で、ブラックには恋心を抱いているものの表には出さず、常に献身的に接している。同じくノマドの幹部である朧とは対照的に、騎士道を遵守しており卑怯な手は絶対に使わず一対一の闘いを好む。朧のことを敵対視していることに加え、朧がブラックに向ける敵意にも気づいている。また、桐生のことも全く信頼していなかった。
八津 九朗
声 - 霧雨一海（OVA版）
紫の兄である対魔忍。ゲーム本編では設定上の存在である一方、OVAでは直接登場する。
エドウィン・ブラック
声：なし/比留間京之介
ノマドの首魁である吸血鬼。

## 開発
本作のシナリオライターの一人である巫浄スウは、本作の物語について凌辱の純愛の間を描いていて面白いとTGSmartとのインタビューの中で振り返っている。
本作の登場人物のデザインはカガミが手掛けており、メインキャラクターである八津紫については「アサギシリーズの中では大人しめの外見だが、性格は一番個性的でバランスが取れている」としている。
また、カガミは敵キャラのデザインはその時の好みが色濃く反映されると言い、イングリッドの場合は当時の好みであった「褐色」「太眉」「艶ボクロ」「お姉さま」が反映されたという。一方で、カガミは2014年のインタビューの中で、イングリッドの没デザイン案を気に入っており、後に『対魔忍アサギ 決戦アリーナ』に登場する連翹あざみのデザインに流用したと話している。

## 関連作品
本作の関連作品のうち、アンソロジーコミック収録作品については対魔忍アサギ#コミックアンリアルアンソロジー Lilith Collection 2を参照。また、画集『nuye / ヌイェ カガミビジュアルワークス』に収録された小説「対魔忍ムラサキ外伝【もうひとつの結末】 」については、対魔忍アサギ#書籍を参照。

### 魔界騎士イングリッド
OVA『魔界騎士イングリッド』は2009年から2010年にかけてDVDおよびダウンロード形式で発売されており、敵役のイングリッドの視点から物語を描いている。
- タイトル
  - 『魔界騎士イングリッド Episode01 イングリッド無残』DL&DVD-ROM/廉価版[注 3]、2009年6月20日&26日/2012年10月26日、PXY-10034/PXYD-040SO
  - 『魔界騎士イングリッド Episode02 ムラサキ被虐』…、2009年9月10日&24日/…、PXY-/PXYD-041SO
  - 『魔界騎士イングリッド Episode03 屈辱の誓約』…、2010年3月27日&4月2日/…、PXY-/PXYD-042SO
  - 『魔界騎士イングリッド Episode04 惨めなる果て』…、2010年8月27日/…、PXY-10050/PXYD-043SO
  - 『魔界騎士イングリッド DVD-BOX』DVD-ROMのみ、2011年4月29日、PXB-10010：描き下ろしの映像特典とブックレットを同梱。
- スタッフ
  - 監督：海道司
  - 脚本：竹内光（Ep.01）、ZEQU（Ep.02-04）
  - キャラクターデザイン・作画監督：弐梁小次郎
  - シリーズ構成：笹山逸刀斎
  - 制作：Pixy
  - ED主題歌：「幻夢想」
    - 歌：薬師るり

### 小説
対魔忍ムラサキ 〜くノ一傀儡奴隷に堕つ〜
原作：LiLiTH、著者：春風栞、絵：カガミによるノベライズ版。
- 『対魔忍ムラサキ 〜くノ一傀儡奴隷に堕つ〜』ぷちぱら文庫74、2012年11月22日発売、ISBN 978-4-89490-474-3

### アダルトビデオ
対魔忍ムラサキ(実写版)
『ムラサキ』を原作とするアダルトビデオ（区別のため（実写版）と書かれる）。2014年7月25日にリリス系列のZIZレーベルから発売されたアダルトビデオである。
- キャスト
  - 八津紫/上原亜衣
  - 井河さくら/有村千佳
  - イングリッド/桜井あゆ

魔界騎士イングリッド ANOTHER STORY ～失墜の騎士、屈辱の奴隷契約～
『ムラサキ』を原作とするアダルトビデオ。イングリッドをメインとしたオリジナルストーリー。2016年8月26日にリリス系列のZIZレーベルから発売されたアダルトビデオである。
- キャスト
  - イングリッド/北川エリカ
  - フォレスト/森はるら

## 反響
同作は、DLsiteの年間同人ゲームランキング（アドベンチャーゲーム部門）にて3位にランクインした。
加えて、紫役の水瀬沙季がGetchu.comの人気投票「美少女ゲームランキング」のボイス部門(Side Black)にて11位にランクインした。
また、本作の敵役であるイングリッドも人気を博した。彼女に関連するグッズとして、フィギュア）や抱き枕などが発売された。また、ガレージキットのイベントであるワンダーフェスティバル 2019では、非公式のイングリッドのフィギュアが出展された。

### 評価
ライターのイ・ヤン提督はMedia Clipに寄せたレビューの中で、回想シーンを少なくする代わりにCGを多くしてHシーンの内容を濃厚にするという手法について評価している。
イ・ヤン提督は、Hシーンの内容には賛否両論があるだろうとしつつも、ヒロインを蹂躙する手ごたえがあって個人的にはよいとしている一方で、脱糞や身体の切断といった場面も存在するので、エログロが苦手な人には抵抗があるかもしれないとしている。
また、イ・ヤン提督は本作をシリーズのファン向け作品だとし、井河姉妹とブラックの因縁を知らないと面白みに欠けると述べている。
ライターのゴブリンXはアダルトゲーム専門ニュースサイト「BugBug」に寄せた記事の中で、「既に最強の対魔忍だったアサギとは違い、ふたりとも五車学生なので強いは強いけど未熟で、ひとつの味になっている。」と評しており、対魔忍シリーズ作品の中でも同じく五車学生を主題とした『対魔忍RPG』の物語と近いとしている。